# Peter Serkin
Peter Adolf Serkin (* 24. Juli 1947 in Manhattan, New York City, New York; † 1. Februar 2020 in Red Hook, New York) war ein US-amerikanischer Pianist europäischer Abstammung. Er war der Sohn des Pianisten Rudolf Serkin und Enkel des Violinisten Adolf Busch.

## Leben
Peter Serkin begann sein Klavierstudium bereits im Alter von 11 Jahren am Curtis Institute of Music. Seine Lehrer waren zunächst Lee Luvisi, Mieczysław Horszowski und Rudolf Serkin. Später setzte er seine Studien bei Ernst Oster, Marcel Moyse und Karl Ulrich Schnabel fort. Peter Serkin ist mit den führenden Symphonieorchestern aufgetreten. Daneben hat er sich als Kammermusikpartner von Alexander Schneider, Yo-Yo Ma, Pamela Frank, Buell Neidlinger (Basso Profundo), dem Guarneri String Quartet, dem Budapest String Quartet und dem Orion String Quartet einen Namen gemacht. Er gehörte zu den Gründungsmitgliedern des Kammermusikensembles TASHI. 
Peter Serkin lehrte an der Juilliard School und am Curtis Institute of Music sowie in Sommerkursen am Tanglewood Music Center.
Bedeutende Komponisten wie Hans Werner Henze, Peter Lieberson, Alexander Goehr, Luciano Berio, Oliver Knussen, Leon Kirchner sowie Toru Takemitsu haben ihm Werke gewidmet. Er war darüber hinaus an vielen Ur- und Erstaufführungen dieser und anderer Komponisten beteiligt.